# بيتر مكمارتن
بيتر مكمارتن هو سياسي أمريكي، ولد في 11 مايو 1805 في نيويورك في الولايات المتحدة، وتوفي في 1870. انتخب Mayor of Jersey City, New Jersey ‏.